# Before Became After
Before Became After è l'album d'esordio del gruppo statunitense Proto-Kaw, pubblicato nel 2004 dalla Inside Out Music.

## Tracce
1. Alt. More Worlds Then Now – 7:28
2. Words of Honor – 4:28
3. Leaven – 8:26
4. Axolotl – 6:04
5. Quantum Leapfrog – 5:42
6. Greensburg, Glickstein, Charles, David, Smith and Jones – 3:05 – cover dei The Cryan' Shames
7. Gloriana – 9:07
8. Occasion of Your Honest Dreaming – 3:38
9. Heavenly Man – 5:53
10. Theophany – 11:43